# Oxford (Idaho)
Oxford és una població dels Estats Units a l'estat d'Idaho. Segons el cens del 2000 tenia 53 habitants.

## Demografia
Segons el cens del 2000, Oxford tenia 53 habitants, 18 habitatges, i 14 famílies. La densitat de població era de 81,9 habitants/km².
Per edats la població es repartia de la següent manera: un 35,8% tenia menys de 18 anys, un 5,7% entre 18 i 24, un 20,8% entre 25 i 44, un 22,6% de 45 a 60 i un 15,1% 65 anys o més.
L'edat mediana era de 30 anys. Per cada 100 dones de 18 o més anys hi havia 112,5 homes.
La renda mediana per habitatge era de 23.125 $ i la renda mediana per família de 28.333 $. Els homes tenien una renda mediana de 15.000 $ mentre que les dones 18.750 $. La renda per capita de la població era de 9.889 $. Cap de les famílies estaven per davall del llindar de pobresa.

## Poblacions més properes
El següent diagrama mostra les poblacions més properes.